# Judith Curry
Judith A. Curry (1953) è una climatologa statunitense.
È stata presidente della Scuola della Terra e delle Scienze Atmosferiche presso il Georgia Institute of Technology. I suoi interessi di ricerca includono uragani, telerilevamento, modellazione atmosferica, climi polari, interazioni aria-mare, modelli climatici e l'uso di veicoli aerei senza pilota per la ricerca atmosferica. È stata parte del Comitato per la ricerca sul clima del National Research Council, il Consiglio nazionale delle ricerche degli Stati Uniti. Ha pubblicato oltre un centinaio di articoli scientifici e ha co-curato diversi lavori importanti.  Judith Curry si è ritirata dal mondo accademico nel 2017 all'età di 63 anni.
Judith Curry è conosciuta come una scienziata contraria che ospita un blog facente parte della blogosfera di negazione del cambiamento climatico.
Alcuni scienziati hanno definito la posizione della Curry nei confronti del cambiamento climatico "neo-scetticismo": lei concorda sul fatto che il pianeta si stia riscaldando, che i gas serra generati dall'uomo -come l'anidride carbonica- siano la causa del riscaldamento e che lo scenario peggiore plausibile sia potenzialmente catastrofico, ma sostiene anche che il tasso di riscaldamento sia più lento di quanto previsto dai modelli climatici, e sottolinea la sua valutazione dell'incertezza nei modelli di previsione del clima. Infatti, nonostante l'ampio consenso tra gli scienziati sul fatto che il cambiamento climatico richieda un'azione urgente, Judith Curry ha testimoniato al Congresso degli Stati Uniti che, a suo avviso, c'è così tanta incertezza sulla variazione del clima naturale che cercare di ridurre le emissioni potrebbe essere inutile.

## Formazione
Curry si è laureata con lode in Scienze presso la Northern Illinois University nel 1974 con una tesi in geografia. Ha conseguito poi il dottorato in scienze geofisiche dall'Università di Chicago nel 1982.

## Carriera

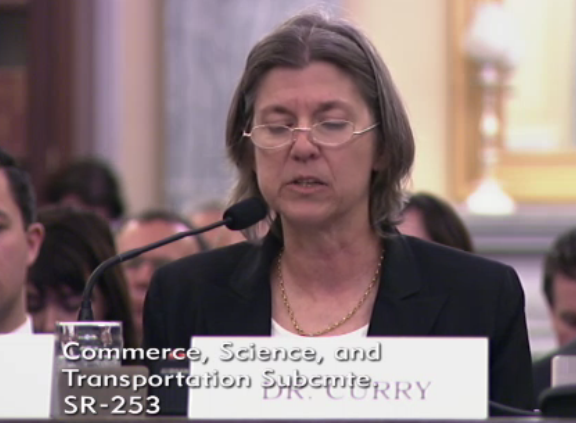
Judith Curry durante una testimonianza al sottocomitato statunitense per lo spazio, la scienza e la competitività l'8 dicembre 2015

J. Curry è professoressa emerita ed è stata presidente della Scuola della Terra e delle Scienze Atmosferiche presso il Georgia Institute of Technology dal 2002 al 2013. Si è ritirata dalla sua posizione universitaria nel 2017, motivando la sua scelta con quello che ha descritto come "pregiudizio anti-scettico", e che ha descritto all'epoca come la "follia" della natura politica della scienza del clima. Ha fatto parte del sottocomitato del Consiglio delle Scienze della Terra della NASA, cui missione è quella di fornire consigli e raccomandazioni alla NASA su questioni relative alle priorità e alla politica del programma. È stata parte del Gruppo di Lavoro sul Clima del (NOAA) dal 2004 al 2009, e delle Accademie Nazionali degli Studi Spaziali dal 2004 al 2007 e membro del National Academies Climate Research Group dal 2003 al 2006.
Prima di trasferirsi in Georgia, J. Curry è stata professoressa di Scienze atmosferiche e oceaniche presso l'Università del Colorado-Boulder, e ha ricoperto incarichi di facoltà presso la Penn State University, Purdue e l'Università del Wisconsin-Madison. È stata attiva nella ricerca di possibili connessioni tra l'intensità degli uragani e il riscaldamento globale. Il suo gruppo di ricerca ha condotto ricerche collegando le dimensioni degli uragani e il danno risultante dimostrando che, tra le altre cose, la dimensione degli uragani è un fattore importante nel determinare il numero di tornado generati dal sistema. Tra i suoi premi c'è il Premio alla Ricerca Henry G. Houghton dalla American Meteorological Society ottenuto nel 1992, e un Presidential Young Investigator Award dalla National Science Foundation nel 1988.
Si è ritirata nel 2017 dalla sua posizione di professoressa all'età di 63 anni, a causa di quella che ha definito "la natura velenosa della discussione scientifica sul riscaldamento globale causato dall'uomo". Michael Mann ha affermato che la scienza del clima sarebbe più forte senza di lei a causa del suo "confusionismo e negazionismo".
Dopo aver lasciato il mondo accademico, è passata alla gestione del Climate Forecast Applications Network, una società di consulenza sul rischio climatico i cui clienti includono agenzie federali, compagnie assicurative e società energetiche.

## Influenza politica
Curry è stata ripetutamente invitata come testimone alle udienze del Congresso degli Stati Uniti come una delle poche scienziate che avanzano dubbi sul significato dei contributi umani al cambiamento climatico e molte figure politiche hanno utilizzato le sue dichiarazioni e i suoi scritti nelle loro argomentazioni. Ad esempio, quando Christopher Shank ha messo in dubbio il ruolo degli esseri umani nel cambiamento climatico, Shank ha fatto ripetutamente riferimento al lavoro di Curry e all'URL del suo sito nella sua testimonianza.
Tra il 2014 e il febbraio 2019, Curry ha testimoniato davanti ad almeno sei comitati della Camera, esprimendo l'idea che i pericoli del riscaldamento globale sono sopravvalutati e difficili da prevedere. Queste testimonianze includono critiche al piano per il clima del presidente Obama, al piano d'azione delle Nazioni Unite per il clima e altre proposte politiche volte a ridurre le emissioni di anidride carbonica. Nella sua testimonianza del Comitato per le risorse naturali del 6 febbraio 2019, Curry ha affermato che "il cambiamento climatico provocato dall'uomo non è una minaccia esistenziale nel 21° secolo.

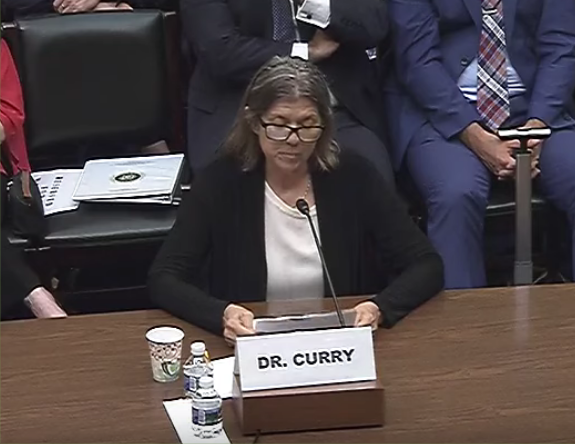
Judith Curry all'audizione del 25 giugno 2019 del Comitato statunitense

## Pubblicazioni
Curry è stato co-autrice di Thermodynamics of Atmospheres and Oceans (1999) e co-editrice di Encyclopedia of Atmospheric Sciences (2002). Ha pubblicato oltre 130 articoli scientifici .
Nel febbraio 2010 Curry ha pubblicato il saggio "On the Credibility of Climate Change, Towards Rebuilding Trust" sul suo blog.
Nel novembre 2018, Curry ha presentato un rapporto sull'innalzamento del livello del mare intitolato Sea Level and Climate Change in cui si oppone al consenso della comunità scientifica. Sebbene questi argomenti la pongono al di fuori del consenso accademico, Curry ha affermato che le sue scoperte erano compatibili con quelle presentate dall'International Panel on Climate Change .
Libri
- Judith A. Curry e Peter J. Webster, Thermodynamics of atmospheres and oceans, 1999, ISBN 9780121995706., by Judith A. Curry & Peter J. Webster
- Encyclopedia of atmospheric sciences, Volume 3, Academic Press, 2003, ISBN 9780122270901.
- Thermodynamics, Kinetics, and Microphysics of Clouds, Cambridge University Press, 2014, ISBN 9781107016033.